# Station Shin-Tanabe
Station Shin-Tanabe (新田辺駅, Shin-Tanabe-eki) is een spoorwegstation in de Japanse stad Kyōtanabe. Het wordt aangedaan door de Kioto-lijn. Het station heeft vier sporen, gelegen aan een twee eilandperrons.

## Treindienst

### Kintetsu
| 1,2 | ■ Kioto-lijn | richting Yamato-Saidaiji, Nara en Kashiharajingū-mae |
| 3,4 | ■ Kioto-lijn | richting Takeda en Kioto                             |

## Geschiedenis
Het station werd in 1928 geopend. In 1988 werd het station vernieuwd.

## Overig openbaar vervoer
Bussen van Keihan en Nara Kōtsū.

## Stationsomgeving
- Station Kyōtanabe aan de Gakkentoshi-lijn
- Kirara winkelpromenade
- Kioto International University
- 7-Eleven
- Stadhuis van Kyōtanabe
- Centrale bibliotheek van Kyōtanabe
- Centraal ziekenhuis van Kyōtanabe
- Al Plaza (winkelcentrum):
  - McDonald's
- Ministop

Kyoto · Tōji · Jūjō · Kamitobaguchi · Takeda · Fushimi · Kintetsu Tambabashi · Momoyama-Goryō-mae · Mukaijima · Ogura · Iseda · Ōkubo · Kutsukawa · Terada · Tonoshō · Shin-Tanabe · Kōdo · Miyamaki · Kintetsu Miyazu · Komada · Shin-Hōsono · Kizugawadai · Yamadagawa · Takanohara · Heijō · Yamato-Saidaiji (>> Nara-lijn · Kashihara-lijn)